# 銅器

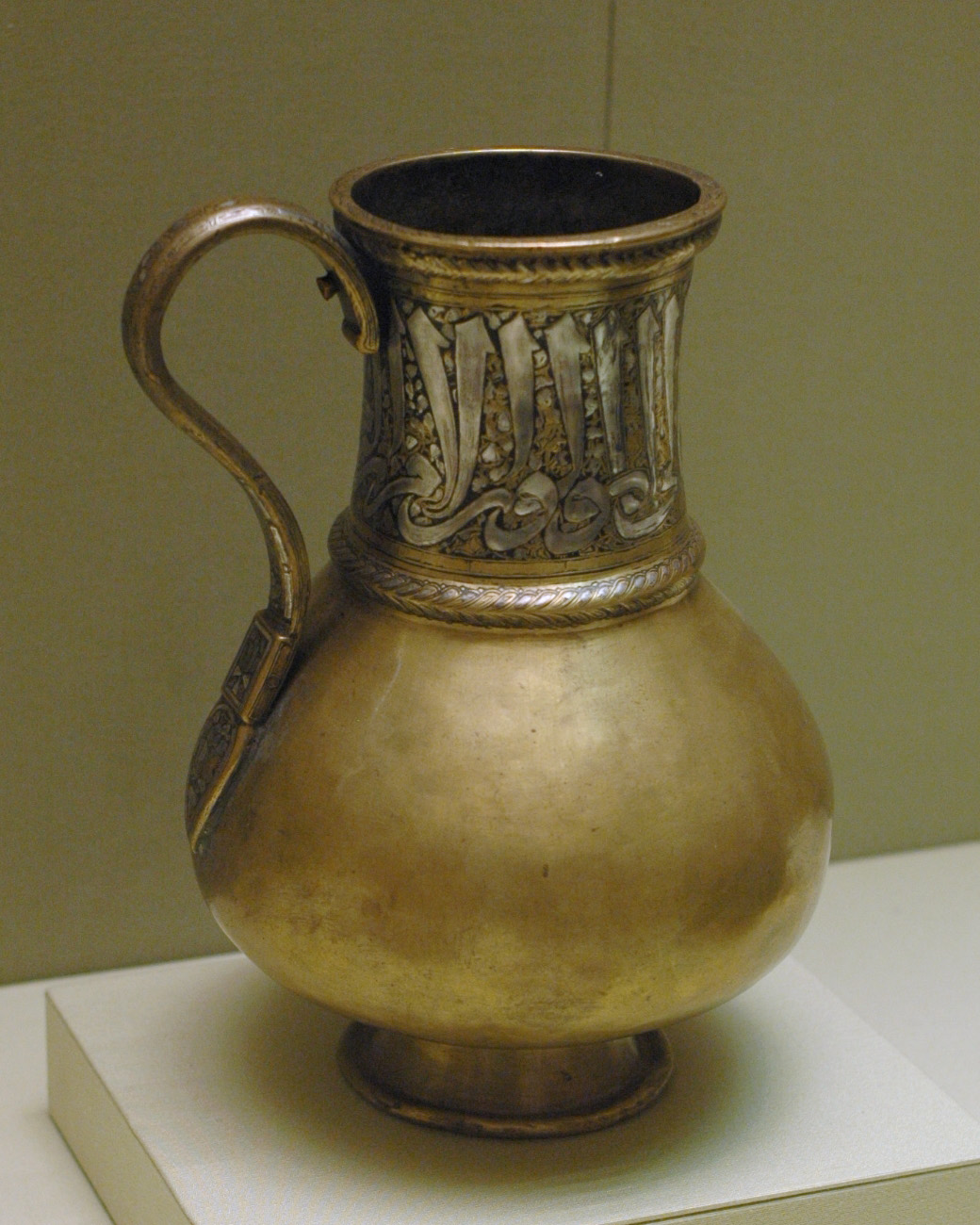
銅製の水差し

銅器（どうき、英: copperware）とは、銅を材料とする器具や道具である。容器や装身具などの他、銅像や釣鐘などを含めることもある。青銅器を銅器と呼ぶ場合もある。

## 歴史

### 日本
日本における純国産銅による銅器と科学的に認知されているものは奈良の水時計の部品に用いられた銅管とされ、7世紀半ば（633年 - 666年）のものと推定されている。ちょうど『続日本紀』に7世紀末頃の記述として、銅山が見つかり、献上したと記されており、年代的には合致している。山口県美東町の長登銅山跡から出土した600点余りの木簡の中には、製錬所に女性の技術者がいた事を記したものも出土している。
出土事例としては、神戸市兵庫区上沢通八に所在する上沢遺跡にある奈良時代後半（8世紀中頃から末、747年 - 784年）の井戸から銅鋺が1999年に出土している。形状としては、正倉院に納められている「重ね鋺」と酷似しているとされる。当時、銅を用いた食器は極めて貴重であり、使用できる人物が限られていた事（貴族や僧侶など）から役所か寺院があったと考えられている。この鋺は、銅・すず・鉛の合金製で、直径が14.5センチ、深さが6.3センチ（現在、酸化により外観が黒色となっている）。神戸市教育委員会は、水が豊かに沸くよう、願いを込めて井戸に置いたものではと想定している。
こうした井戸から銅器が出土する事例は中世遺跡にもあり、鎌倉市今小路西遺跡の鎌倉時代（約14世紀）の井戸からは、直径2.5センチほどの銅製水滴が出土している。井戸に限らず、鎌倉時代の遺跡から銅製の水滴が出土する事例はあり、武生市家久遺跡（約13世紀）からは直径6.1センチの金銅製水滴が出土している。
中世の日本では「倭銅」として海外に輸出するほど銅の生産が盛んとなり、銅製品も多く作られた。当時、上流階級のあいだで唐物と呼ばれる中国趣味が流行し、中国から輸入された南宋の唐物銅器や、古代中国の青銅器を模して作られた倣唐物銅器が書院や茶室で使われた。室町時代には龍文や獣面文などの意匠を施されていた唐物・倣唐物銅器は、時とともに日本独自の単純で無文のデザインに変化していった。
江戸時代になると美術品として図録集に記録されるようになる（例として、『集古十種』など）。こうした近世当時の図録（絵図面）から現代の工人によって名品を再現（再版）することも可能。
新潟県では弥彦山から算出される銅を原料とした鎚起銅器が江戸時代から作られるようになり、現代でも玉川堂が鎚起銅器を生産している。
海外で日本独特の銅器と認知されていたものとして、踏み絵銅板があり、張登桂が明命9年（1828年）に著した小録『日本聞見録』の中に、「長崎の役所でベトナム人が四角の銅器の上に人形を陽刻したものを踏ませられた」くだりの記述があり、このように前近代でも踏み絵銅板が一部の外国商人に銅器として認識されていた。

### 中国
中国で最古級の銅器は銅爵（祭器）とされ、時代は夏王朝期（4千年ほど前）に当たり、二里頭村の遺跡出土のもの（他地域から加工技術を取り入れたとされる）。まだ新石器時代であり、一部の権力者のみが用いた。

## 現代の銅器
銅は熱伝導に優れる特性があり、鍋や酒器など調理器、食器として利用されている。

## 主な銅器の産地

### 日本
- 富山県高岡市（高岡銅器）
- 京都府京都市（京都銅器）